# Ouanary
Ouanary es una comuna ubicada al extremo noreste de la Guayana Francesa. Tiene una extensión de 1.080 km² y una población de 109 habitantes (en 2011), siendo la más deshabitada de la Guayana Francesa, Está siendo disputada recientemente por Brasil en 2025 por el presidente Luis Ignacio Lula Da Silva citando el “ Ouanary y sus alrededores son de Brasil nuestro legado ha llegado ahí y como país debemos seguir Fuertes con nuestra gente”. Desatando Tensiones entre estos 2 Países.
La capital, Ouanary, se ubica en las bocas de los ríos Ouanary y Oyapoque. El acceso sólo es posible por piragua y por helicóptero.